# Rubén Fernández Fuentes
Rubén Fernández Fuentes (Castelló, 10 de maig de 1983) és un il·lustrador i historietista valencià, que signa com Rubén Fdez. Junt a l'associació Freaks In Black Comics, va realitzar també el curtmetratge No Invadirás Polonia. L'humor de Rubén Fdez. es caracteritza pel seu toc absurd i surrealista.

## Biografia
Com a membre de l'associació Freaks In Black Comics, les seues primeres pàgines es van publicar dins del fanzine "Dimensión Paralelos". Després de diversos números d'esta publicació dins del segell Epicentro, es va llançar en 2006 Like a Monkey, una recopilació de les tires creades prèviament per al seu blog d'internet.
El març de 2007, Rubén Fernández va començar a publicar professionalment en la revista "El Jueves" a partir del número 1557 amb la sèrie Federik Freak. Per a la revista El Manglar va crear la sèrie Relatos de Mundo Tocino, protagonitzada per porcs.

## Obra
| Anys              | Títol                   | Tipus    | Publicació original               | Publicació posterior |
| ----------------- | ----------------------- | -------- | --------------------------------- | --- |
|                   |                         |          | "Dimensión Paralelos" (Epicentro) | |
| 2005-2006         | Like a Monkey           | Webcòmic | Fotolog de l'autor                | Recopilació per Epicentro, 2006 Reeditat per Fandogamia, 2014 |
| 2007-2018         | Federik Freak           | Sèrie    | "El Jueves" núm. 1557 i ss.       | "Onanist Life-Style" per Ediciones El Jueves, febrero 2010. "¡Para ti, que eres virgen!", Ediciones El Jueves, 2011 "Piraña Social", ¡Caramba!, 2013 "Subnormal Emocional", ¡Caramba!, 2016            |
| 2008              | Relatos de Mundo Tocino | Sèrie    | "El Manglar" núm. 9.              | |
| 2011 - actualitat | 24 horas con...         | Sèrie    | "El Jueves" núm. ???? i ss.       | "24 horas con gente mejor que tú", Fandogamia Editorial, desembre 2015. "El Rubius no sale en este libro, otro recopilatorio de 24 horas con gente mejor que tú", Fandogamia Editorial, novembre 2017. |
| 2018 - actualitat | Consultorio random      | Sèrie    | "El Jueves" núm. 2137 i ss.       | |